# Grámos
Grámos, en grec moderne : Γράμος ou Grámmos (Γράμμος),  est un village et un ancien dème du district régional de Kastoriá, en Macédoine-Occidentale, Grèce. Depuis 2010, il est fusionné au sein du dème de Nestório.
Selon le recensement de 2011, la population du dème ainsi que celle du village s'élève à 18 habitants.